# Søilen Teater
Søilen teater var et teater i Oslo. Det åbnede i 1930 i lokalet Søilesalen i Keysers gate 1, og blev drevet som et selvstændigt teater frem til 1932, hvor det blev en biscene for Chat Noir. I 1934 åbnede det igen under ledelse af Henry Gleditsch som drev teatret frem til 1939, da det blevovertaget af Aud Richter og drevet som en intimscene. I 1942 blev det overtaget af Leif Juster som åbnede Edderkoppen Teater i teaterlokalet. I 1945 overlod han lokalet til Studioteatret, som holdt til der et års tid. Senere har lokalene ikke været brugt til teater, men Teamfilm havde studiet her en tid. 
Søilen teater er nå mest kendt for at mange kendte skuespillere har debutert her, bl.a. Wenche Foss, Jack Fjeldstad og Ragnhild Michelsen.